# Prisión Territorial de Yuma
La Prisión Territorial de Yuma (en inglés: Yuma Territorial Prison) es una antigua prisión situada en Yuma, Arizona, al suroeste de los Estados Unidos. Inaugurado en 1875, es uno de los sitios asociados y de cruce de Yuma en el registro nacional de lugares históricos en el Área de Patrimonio Nacional de Yuma Crossing. En el sitio ahora funciona un museo histórico manejado por los Parques estatales de Arizona como Parque Histórico Estatal de la Prisión de Yuma.
La prisión aceptó su primer preso el 1 de julio de 1875. Durante los siguientes 33 años 3.069 presos, entre ellos 29 mujeres, cumplieron condenas por delitos que van desde el asesinato hasta la poligamia. La prisión estaba en continua construcción con mano de obra proporcionada por los presos. En 1909, el último preso salió de la prisión territorial para el Complejo de la Prisión Estatal de Arizona una nueva construcción situada en Florence, Arizona. Entre los recluidos en la prisión estuvo Ricardo Flores Magón, un revolucionario mexicano, fundador del Partido Liberal Mexicano.